# SN 2011hu
SN 2011hu – supernowa typu Ia-pec odkryta 6 listopada 2011 roku w galaktyce E365-G29. W momencie odkrycia miała maksymalną jasność 17,40m.